# Getafe (Gerichtsbezirk)
Der Gerichtsbezirk Getafe ist einer der 21 Gerichtsbezirke in der autonomen Gemeinschaft Madrid.
Der Bezirk umfasst die Gemeinde Getafe auf einer Fläche von 78,38 km² mit dem Hauptquartier in Getafe.